# Рієцький університет
Рієцький університет (хорв. Sveučilište u Rijeci) – університет у хорватському місті Рієка. Заснований 17 травня 1973 року. Історія окремих факультетів сягає 1627 року, коли в місті Рієка єзуїтами було засновано колегію. Сьогодні в університеті навчаються 16 450 студентів (2003) та працюють 1000 науковців. Ректор – Перо Лучін.

## Структура
Університет має десять факультетів, а саме: 
- Факультет медицини
- Факультет інженерних наук
- Факультет океанології
- Факультет права
- Факультет філософії (з філологічними кафедрами)
- Факультет економіки
- Факультет туризму та гастрономії (в Опатьї)

(Філософський факультет (в Пулі)
- Факультет макроекономіки і туризму (в Пулі)